# Ghislain Anselmini
Ghislain Anselmini est un footballeur français, né le 6 mai 1970 au Coteau (Loire). Joueur professionnel de l'Olympique lyonnais des années 1990, il a contribué à l'ascension du club. Il évoluait au poste de défenseur.

## Biographie

### Olympique lyonnais
Ghislain Anselmini intègre le centre de formation de l'Olympique lyonnais à l'âge de 14 ans après avoir débuté  à Cours-la-ville.
Alors qu'il enchaîne les bonnes prestations dans les équipes de jeunes, Raymond Domenech entraîneur de l'équipe première fait appel à lui et lui fait signer son premier contrat professionnel à 17 ans. Il joue son premier match en Ligue 1 le 14 septembre 1991, lors de la 10e journée de championnat pour la rencontre Rennes-OL. Les Lyonnais s'imposeront sur le score de 2-0. L'OL terminera la saison 1991-1992 à la 16e place du classement général. Sur le plan individuel, il ne fera qu'une seul apparition cette saison-là. 
Lors de la saison 1992-1993 il décide de rester dans son club formateur mais Raymond Domenech ne fera appel à lui qu'à 4 reprises en championnat. Pour sa deuxième année chez les pros, Lyon termine à la 14e en championnat. 

#### Prêt à Guingamp
Saison 1993-1994. Désireux de gagner en temps de jeu, il fait le choix d'être prêté à l'EA Guingamp où se trouve le jeune attaquant et futur champion du monde 98 Stéphane Guivarc'h. Cette décision se révèlera bonne pour lui puisque le club breton entraîné par Francis Smerecki le titularise à 31 reprises. Élément indiscutable il se montrera être un défenseur physique et rugueux face aux attaquants. 

#### Retour à l'Olympique lyonnais
Saison 1994-1995. À la suite du départ de Domenech et de la nomination de Jean Tigana au poste d'entraineur à l'Olympique lyonnais, il choisit d'effectuer son retour à l'OL. Petit à petit il gagne en temps de jeu et dispute 9 matchs de championnat et contribue à une place de vice-champion de France ce qui vaudra à Lyon de se qualifier en coupe d'Europe. 
La saison 1995-1996 voit Guy Stéphan devenir le nouvel entraîneur de Lyon. Malgré une saison en demi teinte pour l'OL, Anselmini devient un joueur cadre de la défense lyonnaise où il disputera 22 matchs. Mais le véritable exploit aura lieu en coupe d'Europe face à la grande équipe de Lazio Rome considérée comme l'une des toutes meilleures équipes du monde. Alors que tout le monde voit Lyon se faire facilement éliminer, L'OL réussit à s'imposer 2-1 à Gerland grâce à des buts de Christophe Devaux et Sylvain Deplace et 2-0 à Rome sur des buts inscrits par Florian Maurice et Eric Assadourian. Mais l'Olympique lyonnais sera éliminé au tour suivant face au  Nottingham Forest. Cette même année il atteindra la finale de la coupe de ligue face au  FC Metz de Robert Pirès. L'OL sera battu aux tirs au but malgré un but injustement refusé à Éric Roy. En fin de saison Lyon finira 11e au classement de ligue 1. 
Saison 1996-1997. À la suite du limogeage de Guy Stéphan, Bernard Lacombe devient le nouvel entraîneur de l'équipe pro.  Devenu titulaire indiscutable dans l'effectif Lyonnais, Anselmini disputera 31 rencontres en championnat et prendra part à la victoire 8-0 face à l'Olympique de Marseille pour la dernière journée de Ligue 1. Lyon finira 8e. 
Saison 1997-1998. Anselmini reste un titulaire de poids pour la défense de L'OL et participera à 25 matchs de Ligue 1 et 3 matchs de coupe d'Europe. Il remportera la coupe Intertoto et terminera 6e en championnat pour ce qui sera sa dernière saison chez les Gones. 

#### EA Guingamp
Pour la saison 1998-1999, après 7 ans passés à l'Olympique lyonnais il rejoint ses anciens coéquipiers Sylvain Deplace, Fabrice Fiorèse et Frédéric Patouillard et le ballon d'or 1991 Jean-Pierre Papin. Il y jouera 26 matchs. 
À la saison 1999-2000 pour sa deuxième année consécutive dans le club breton il dispute 31 rencontres de championnat. 

#### Créteil
À la saison 2000-2001 en recherche d'un dernier challenge il rejoint le club Créteil en ligue 2 où il participe à 29 matchs 
À la saison 2001-2002 pour sa deuxième année à Créteil il prend part à 28 nouvelles rencontres. En fin de saison il décide de mettre un terme à sa carrière à 32 ans. 

#### Reconversion
En janvier 2006, il est candidat au BEES 2e degré, mais ne l'obtient pas. Après avoir passé ses diplômes d'éducateur, il intègre le club de Marcy-l'Étoile à Lyon mais sera licencié à la suite d'histoires de malversation. Il rejoindra par la suite le club de MDA FOOT Chasselay et en 2013 prend une licence amateur comme joueur à Limonest.

#### Affaire judiciaire
En 2013, il est inculpé pour « tentative de vol et d'enlèvement de son ancien coéquipier et ami, Fabrice Fiorèse » et incarcéré. Dans cette affaire, Anselmini est soupçonné d'avoir informé les ravisseurs de la présence d'une somme de 500 000 € en liquide au domicile de la victime, provenant d'une vente immobilière. Outre Anselmini, quatre hommes sont accusés d'avoir participé aux faits ou de complicité. Seuls deux des trois ravisseurs ont été identifiés, trois suspects ayant bénéficié d'un non-lieu. Placé en détention entre mai 2013 et décembre 2014, il dit avoir vécu « dix-neuf mois de misère », « quelque chose d'affreux : c'est chacun pour soi, c'est la jungle. » À la barre, sa femme a décrit un homme « très gentil ». « J'arrive pas à voir ce qu'on lui reproche, il n'est pas violent, il n'est pas méchant », a-t-elle dit en étouffant un sanglot.
Le 19 janvier 2016, il est condamné à 5 ans de prison par la cour d'assises de Savoie. Les deux ravisseurs écopent, eux, de 10 ans de réclusion.

## Carrière
- 1991-1993 :  Olympique lyonnais (5 matchs en D1)
- 1993-1994 :  EA Guingamp (prêt en National)
- 1994-1998 :  Olympique lyonnais (87 matchs en D1)
- 1998-2000 :  EA Guingamp (D2)
- 2000-2002 :  US Créteil-Lusitanos (D2)
- 2010-2015 :  AS Genay (D1)

## Palmarès
- Vice Champion de France en 1995
- Finaliste Coupe de la Ligue en 1996
- Vainqueur de la Coupe Intertoto en 1997 avec Lyon
- Champion de France de National en 1994 avec Guingamp